# Astragalus glabrescens
Astragalus glabrescens es una especie de planta del género Astragalus, de la familia de las leguminosas, orden Fabales.

## Distribución
Astragalus glabrescens se distribuye por Tayikistán.

## Taxonomía
Fue descrita científicamente por Gontsch. Fue publicada en Fl. Tadzhiksk. S.S.R. 5: 664 (1937).